# Phường 7, Tuy Hòa
Phường 7 là một phường thuộc thành phố Tuy Hòa, tỉnh Phú Yên, Việt Nam.
Phường 7 có diện tích 1,51 km², dân số năm 1999 là 8.927 người, mật độ dân số đạt 5.912 người/km².